# Ustrój szkolnictwa zawodowego
Ustrój szkolnictwa zawodowego – kategoria oświatowo-wychowawcza mająca na celu poprawną organizację wychowania i kształcenia młodzieży, z myślą o właściwym przygotowaniu do życia i pracy na niższym stanowisku kwalifikacji zawodowych.
Ustrój szkolnictwa zawodowego określony został uchwałą Prezydium Rządu z 1951 r. w sprawie ustroju szkolnictwa zawodowego. Regulacje prawne dotyczące ustroju szkolnictwa zawodowego obowiązywały w latach 1951–1972.
Nadzór na szkolnictwem zawodowym sprawował Prezes Centralnego Urzędu Szkolenia Zawodowego.

## Rodzaje szkół zawodowych
Na podstawie Prezydium Rządu z 1951 r. ustrój szkolnictwa zawodowego obejmował następujące szkoły zawodowe:
- szkoły przysposobienia zawodowego,
- zasadnicze szkoły zawodowe,
- technika zawodowe,
- szkoły majstrów.

## Szkoła przysposobienia zawodowego
Szkoła przysposobienia zawodowego przeznaczona była dla młodzieży w wieku 16–19 lat. Czas trwania nauki wynosił od 4 do 11 miesięcy. Celem szkoły było przysposobienie praktyczne do określonego zawodu. Program szkół obejmował niezbędne elementy wykształcenia teoretyczno-zawodowego i ogólnego. Ukończenie szkoły przysposobienia zawodowego dawało absolwentowi określony statutem i stwierdzony na egzaminie końcowym przez szkolną komisję egzaminacyjną stopień kwalifikacyjny w określonym zawodzie.

## Zasadnicza szkoła zawodowa
Zasadnicza szkoła zawodowa szkoliła robotników i pracowników kwalifikowanych wszelkich specjalności zawodowych. Podbudowę programową zasadniczych szkół zawodowych stanowiła 7-klasowa szkoła powszechna. Dla kandydatów o niższym przygotowaniu organizowane były klasy lub kursy wstępne albo szkolenie uzupełniające w ciągu pierwszego roku nauki.
Nauka w zasadniczej szkole zawodowej trwała 2 lata. W przypadkach uzasadnionych specjalnymi potrzebami szkoleniowymi zawodu czas trwania nauki mógł być skrócony do 1 roku lub przedłużony do 3 lat.
Ukończenie zasadniczej szkoły zawodowej dawało absolwentowi określony statutem i stwierdzony na egzaminie końcowym przed szkolną komisją egzaminacyjną stopień kwalifikacyjny w określonym zawodzie.
Praktyczna nauka zawodu dla uczniów zasadniczych szkół zawodowych odbywała się w warsztatach i pracowniach szkolnych albo w zakładach pracy. W celu opanowania nowoczesnych metod produkcji praktyczna nauka zawodu odbywała się w oparciu o nowoczesną technologię na zasadach pracy normowanej.

## Technika zawodowe
Technikum zawodowe miało za zadanie szkolenie techników dla różnych dziedzin życia gospodarczego. Technikum zawodowe oparte było na podbudowie programowej 7 klas szkoły podstawowej. Nauka w technikum zawodowym trwała 3 lub 4 lata zależnie od specjalności. W przypadkach uzasadnionych specjalnymi potrzebami szkoleniowymi zawodu czas nauki był przedłużony do lat 5. Ponadto organizowano 2-letnie technika zawodowe oparte na podbudowie programowej 9 klas szkoły ogólnokształcącej.
Absolwenci technikum otrzymywali tytuł technika odpowiedniej specjalności i mieli prawo wstępu na uczelnie.
Technika zawodowe organizowały wydziały dla pracujących lub technika zawodowe dla pracujących. Technikum zawodowe dla pracujących oparte było na podbudowie 7 klas szkoły powszechnej i przeznaczone były dla kandydatów z praktyką zawodową. Dla przodowników pracy i racjonalizatorów, którzy nie posiadali ukończonych 7 klas szkoły powszechnej, organizowane były kursy przygotowawcze. Nauka w technikum zawodowym dla pracujących trwała od 3 do 5 lat zależnie od specjalności.

## Szkoła majstrów
Szkoła majstrów przeznaczona była dla wykwalifikowanych robotników przemysłowych posiadających odpowiednią praktykę zawodową. Szkoły miały za zadanie rozszerzenie wiedzy zawodowej, niezbędnej do pełnienia czynności majstra.
Czas trwania nauki dla szkół majstrów ustalał Prezes Centralnego Urzędu Szkolenia Zawodowego w porozumieniu z zainteresowanym ministrem lub kierownikiem urzędu centralnego.
Dla osób mających wystarczające wyszkolenie zawodowe i przygotowanie teoretyczne zdobyte na drodze praktyki samokształcenia zorganizowane były egzaminy, których złożenie stanowiło podstawę do wydania świadectwa ukończenia odpowiedniej klasy lub szkoły zawodowej.

## Ministerstwa wyłączone z uchwały
Postanowienia uchwały nie dotyczyły szkolnictwa podlegającego ministerstwom:
- Ministerstwo Rolnictwa,
- Ministerstwo Państwowych Gospodarstw Rolnych,
- Ministerstwo Leśnictwa,
- Ministerstwo Zdrowia,
- Ministerstwo Sprawiedliwości,
- Ministerstwo Kultury i Sztuki,
- Ministerstwo Obrony Narodowej,
- Ministerstwo Bezpieczeństwa Publicznego,
- Ministerstwo Oświaty,
- Ministerstwo Szkól Wyższych i Nauki,
- Główny Komitet Kultury Fizycznej.

## Zniesienie ustroju szkolnictwa zawodowego
Na podstawie uchwały Rady Ministrów z 1972 r. w sprawie utraty mocy obowiązującej niektórych uchwał Rady Ministrów, Prezydium Rządu, Komitetu Ekonomicznego Rady Ministrów i Komitetu Ministrów do Spraw Kultury, ogłoszonych w Monitorze Polskim zlikwidowano regulacje dotyczące ustroju szkolnictwa zawodowego.